# 疏花糙叶杜鹃
疏花糙叶杜鹃（学名：Rhododendron scabrifolium var. pauciflorum）为杜鹃花科杜鹃花属下的一个变种。

## 扩展阅读
- 維基物種上的相關：疏花糙叶杜鹃